# Ein verrücktes Huhn
Ein verrücktes Huhn (Originaltitel: Tendre Poulet) ist ein französischer Spielfilm aus dem Jahr 1977 von Philippe de Broca.

## Handlung
Lisette „Lise“ Tanquerelle arbeitet als Kommissarin in Paris und begegnet durch Zufall ihrer alten Jugendliebe Antoine, der als Professor für Alt-Griechisch arbeitet. Lise, die eine Mordserie an hochrangigen Politikern aufklären muss, welche allesamt mit einem Stichel, der am Griff einen Leopardenkopf zeigt, begangen wurden, versucht ihren Beruf vor Antoine geheim zu halten, da er eine Abneigung gegenüber der Polizei hegt. In einem alten Schuppen stellt Lise die Leoparden-Stichel, die als Besitzmarkierung für einen Oldtimer verwendet wurden, sicher.
Inzwischen wird Antoine vom Tatverdächtigen entführt, er kann diesen aber zu einer Essenspause überreden. Am Ende des Films rammt Lise den Fluchtwagen und kann Antoine aus dem Wrack befreien.

## Kritik
„Nicht frei von platten Versatzstücken eines traditionellen Komödien- und Krimi-Repertoires, gewinnt der Film vor allem durch die Leistung der Hauptdarstellerin und die handwerkliche Sorgfalt eine ansehnliche Unterhaltungsqualität.“

## Fortsetzung
1980 erschien die Fortsetzung On a volé la cuisse de Jupiter; wieder von Philippe de Broca. Annie Girardot und Philippe Noiret schlüpfen erneut in ihre Rollen, diesmal auf Hochzeitsreise in Griechenland. Der Film ist in Deutschland unter den Titeln Wer hat den Schenkel von Jupiter geklaut? (BRD-Kino und VHS), Wer hat Jupiters Po gestohlen? (DDR), Verrückte Hochzeit (ZDF) und Eine verrückte Hochzeit (DVD und Blu-ray) bekannt.